# 松本善壽
松本 善壽（まつもと よしじ、1914年3月1日 - 2000年1月4日）は、日本の政治家。衆議院議員（1期）。計理士。税理士。行政書士。社会保険労務士。

## 来歴
- 1914年（大正3年）福島県伊達郡霊山町（現・伊達市）生まれ[3]。1941年（昭和16年）明治大学専門部商科卒業[2]。卒業後は郵便局や銀行、(株)鹿島組（現・鹿島建設）などに勤務する[2]。計理士となり[3]、2000年（平成12年）死去[3]。

## 国政選挙歴
- 1947年（昭和22年）-第23回衆議院議員総選挙において福島1区から日本自由党公認で立候補したが落選[4]。
- 1949年（昭和24年）-第24回衆議院議員総選挙において民主自由党公認で立候補し初当選[4]。
- 1952年（昭和27年）-第25回衆議院議員総選挙において自由党公認で立候補したが落選[4]。
- 1953年（昭和28年）-第26回衆議院議員総選挙において鳩山自由党公認で立候補したが落選[4]。
- 1955年（昭和30年）-第27回衆議院議員総選挙において日本民主党公認で立候補したが落選[4]。
- 1958年（昭和33年）-第28回衆議院議員総選挙において無所属で立候補したが落選[4]。
- 1960年（昭和35年）-第29回衆議院議員総選挙において無所属で立候補したが落選[4]。
- 1979年（昭和54年）-第35回衆議院議員総選挙において東京9区から無所属で立候補したが落選[5]。